# André Découvrant
André Découvrant ( André Marie Adolphe Découvrant) est un homme politique français né le 31 juillet 1804 à Morlaix (Finistère) et mort le 20 septembre 1876 au manoir de Lanascol en Ploumilliau (Côtes-du-Nord).

## Biographie
Avocat à Morlaix, il est un opposant libéral à la Restauration et à la Monarchie de Juillet. Maire de Morlaix en février 1848, il est député du Finistère de 1848 à 1849, siégeant avec la gauche modérée.

## Sources
- « André Découvrant », dans Adolphe Robert et Gaston Cougny, Dictionnaire des parlementaires français, Edgar Bourloton, 1889-1891 [détail de l’édition]